# The Canal Street Madam
The Canal Street Madam è un film documentario del 2010 diretto da Cameron Yates.
Il film è stato presentato in concorso, nella sezione L'Altro Cinema,  al Festival Internazionale del Film di Roma 2010.